# Éric Sanvoisin
Éric Sanvoisin est un auteur français de littérature de jeunesse, né le 16 juin 1961 à Valence (Drôme).

## Biographie
Né à Valence  le 16 juin 1961,Éric Sanvoisin commence à écrire à l'âge de 10 ans. C'est le fils de Anne-Marie Crumière et René Sanvoisin. Il est actuellement bibliothécaire-adjoint à la ville de Saint-Brieuc ainsi qu'auteur jeunesse.

## Œuvres
- Parus chez Nathan, collection Demi-lune
  - Le nain et la petite crevette (1997) illustré par Frédéric Rébéna
  - Les guerriers verts (2000) illustré par Christian Aubrun
  - série Draculivre, illustrée par Martin Matje : Le buveur d'encre (1996), Une paille pour deux (1998), La cité des buveurs d'encre (2001), Le petit buveur d'encre rouge (2002).
  - série Alchimia, illustrée par Sylvain Frécon : L'inconnu des Hautes Terres (2007), La pierre de Magophon (2007), La dame masquée (2008), A la recherche d'Alamebril (2008)...
- Parus chez Magnard
  - Rue de la Dame en Noir (coll Les p'tits Fantastiques, 2002)
  - Capitaine Cruel (coll Les p'tits Intrépides, 2001), illustré par Vanessa Gautier
  - Les chasseurs d'ombres (les Fantastiques, 1997)
  - Ouragan (coll les Fantastiques, 1999)
  - Le motard sans visage (coll Les Policiers, 1997)
- Parus chez Milan Poche 
  - La dernière nuit d'Alouine (coll junior, 2003)
  - Les oreilles du diable (coll Cadet, 2003)
  - Une saison tout en blanc (coll junior - Tranche de vie, 2005)
  - Entre terre et ciel (coll Cadet, 2004), illustré par Éric Héliot
- Le mangeur de lumière (Casterman, 1998)
- Pour l'amour des loups (Hachette Jeunesse, 2000)
- La nuit des nains de jardin (Flammarion-Père Castor, 1999)
- Une fille de rêves (Rageot, coll Cascade, 1998)
- Chasseur de fantômes (Epigones, coll Myriades, 1999)
- Le quatrième de la liste (Epigones, coll Myriades, 1999)
- Parus chez Gründ
  - Le Parloir (2012)
  - 1,2,3... Foulard (2014)
- Chez d'autres maisons d'édition
  - Le fantôme qui écrivait des romans, Balivernes éditions, 2016
  - Marions-les !, avec Delphine Jacquot, l'Étagère du bas, 2019
  - Le magicien d'os, avec Gilles Francescano, Balivernes éditions, 2019
  - Sommeil glacé, Balivernes éditions, 2021

## Récompenses et distinctions
- 2019 :  Prix Libbylit[1] délivré par l' IBBY, catégorie Album, pour Marions-les !, avec Delphine Jacquot
- 2020 : Prix Ficelle[2] pour Marions-les !, avec Delphine Jacquot